# Anisopogon (vliegen)
Anisopogon is een vliegengeslacht uit de familie van de roofvliegen (Asilidae).

## Soorten
- A. asiaticus Oldroyd, 1963
- A. glabellus von Roeder, 1881
- A. gracillimus Lehr, 1970
- A. hermanni (Engel, 1930)
- A. parvum Efflatoun, 1937
- A. pulchrum Efflatoun, 1937